# Ecuatorul ceresc

Ecuatorul ceresc est înclinat cu circa 23° 26' în raport cu planul eclipticii.

În astronomie, ecuatorul ceresc este un cerc mare trasat pe sfera cerească, care este proiecția ecuatorului terestru pe aceasta. Prin extensie, ecuatorul ceresc corespunde, pentru un obiect dat, proiecției ecuatorului acelui obiect pe sfera cerească.

## Proprietăți
Din cauza înclinației axei Pământului, ecuatorul ceresc este înclinat cu 23° 26' în raport cu planul eclipticii. Ecuatorul ceresc înțeapă ecliptica în două puncte opuse, între care unul este punctul vernal sau punctul Gamma, iar celălalt este denumit uneori punctul Omega.
În coordonate ecuatoriale, prin definiție, orice punct de pe ecuatorul ceresc are o declinație egală cu 0°.
Dacă un observator se află pe ecuatorul terestru, el percepe ecuatorul ceresc ca un semicerc care trece prin Zenit și înțeapă orizontul la Est și la Vest.  Dacă se deplasează spre Nord (respectiv spre Sud), ecuatorul ceresc pare că se înclină spre orizontul sudic (respectiv nordic). Totuși, întrucât ecuatorul ceresc este o proiecție pe sfera cerească și aceasta este situată la infinit, extremitățile semicercului sunt întotdeauna situate la est și la vest pe orizont. Relativ la sfera cerească, axa de rotație a Pământului este denumită uneori Axa Lumii, iar aceasta înțeapă sfera cerească în două puncte opuse care sunt polii ecuatorului ceresc.

## Constelații
Ecuatorul ceresc traversează constelațiile următoare:
- Pești
- Balena
- Taurul
- Eridanul
- Orion
- Licornul
- Câinele Mic
- Hidra
- Sextantul
- Leul
- Fecioara
- Șarpele
- Ophiuchus
- Vulturul
- Vărsătorul